# اوکرسپک‌اکسپورت
اوکرسپک‌اکسپورت (اوکراینی: Укрспецекспорт) شرکت دولتی صنایع جنگ‌افزاری اوکراینی است، که در سال ۱۹۹۶ تأسیس شد.